# Miniopterus petersoni
Miniopterus petersoni is een zoogdier uit de familie van de gladneuzen (Vespertilionidae). De wetenschappelijke naam van de soort werd voor het eerst geldig gepubliceerd door Goodman, Bradman, Maminirina, Ryan, Christidis & Appleton in 2008.

## Voorkomen
De soort komt voor in Madagaskar.